# Caledonia

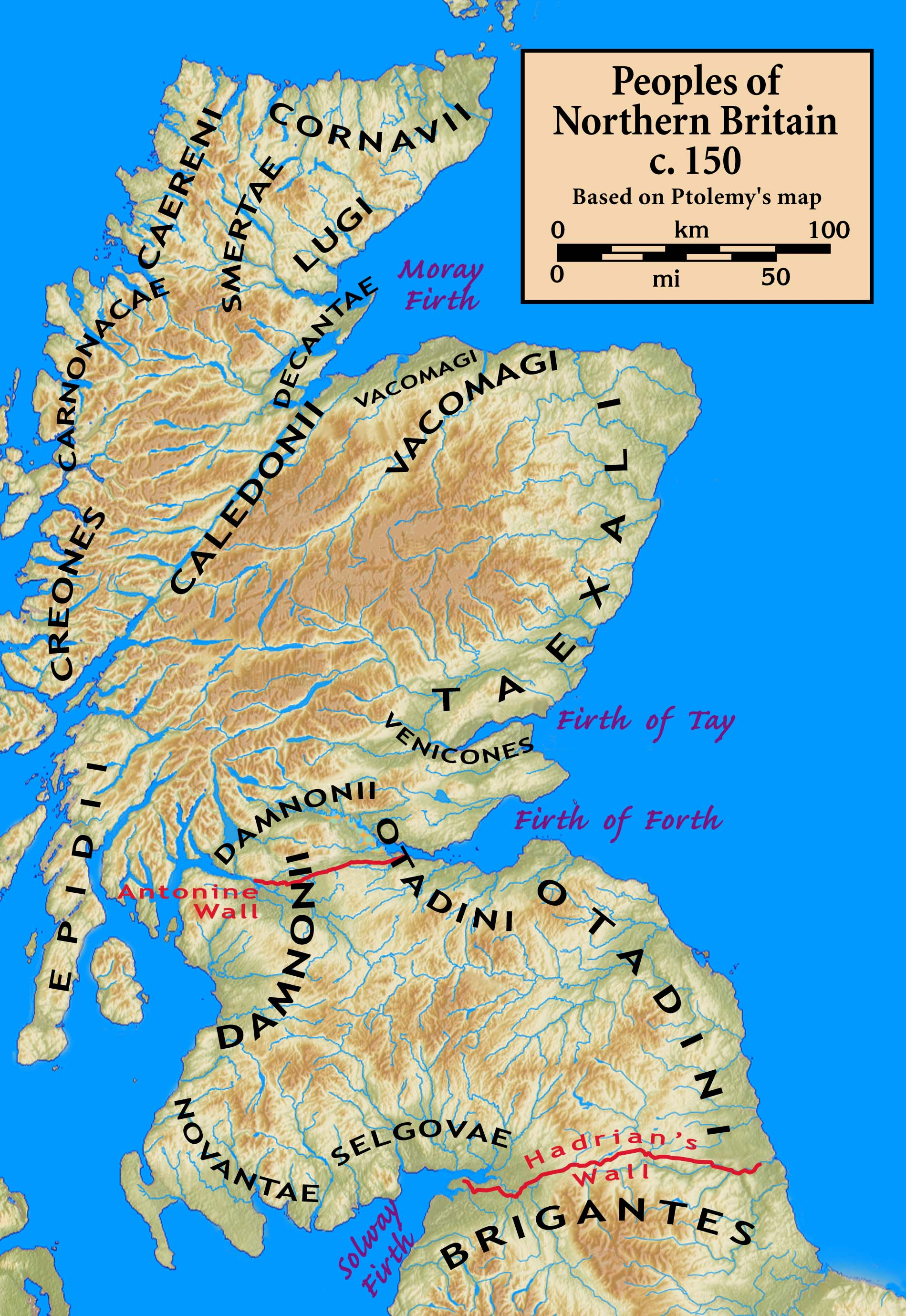
Harta populațiilor din nordul Marii Britanii, bazată pe mărturia lui Ptolemeu.

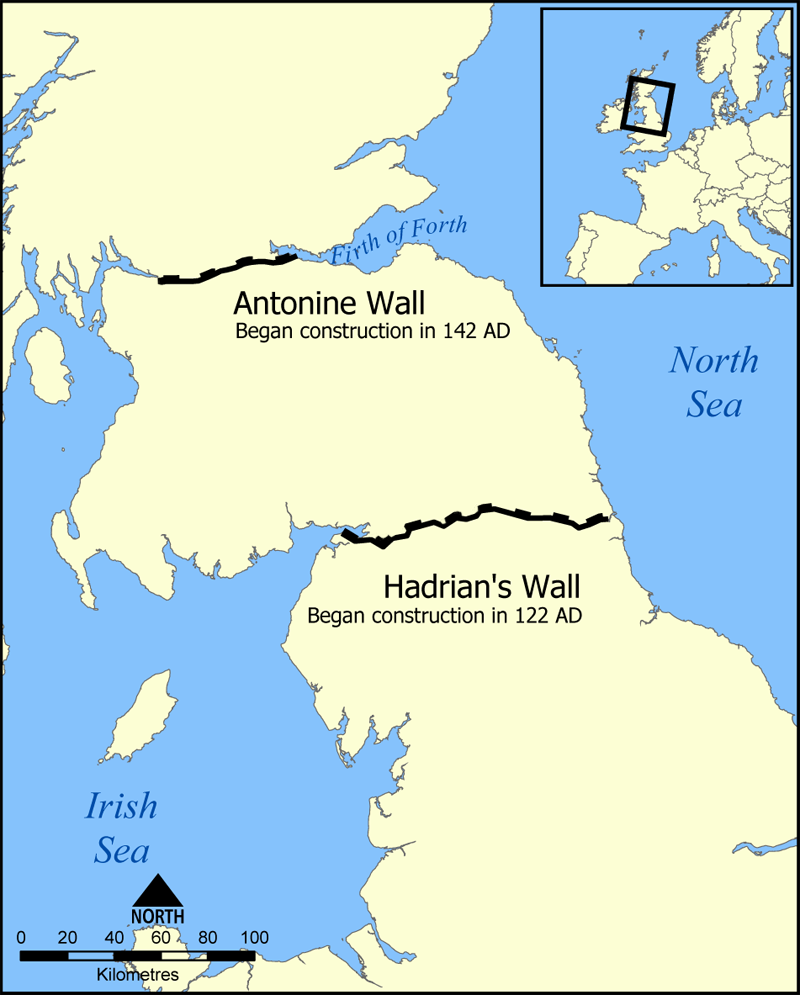
Amplasamentul zidului lui Antoninus

Caledonia a fost numele latin folosit de Imperiul Roman pentru a se referi la partea Marii Britanii (în latină: Britannia) care se află la nord de râul Forth, care include cea mai mare parte a suprafeței terestre a Scoției. Astăzi, este folosit ca nume romantic sau poetic pentru toată Scoția. În timpul ocupării Scoției de către Imperiul Roman, zona pe care o numeau Caledonia a fost separată fizic de restul insulei prin Zidul lui Antoninus. Romanii au invadat-o și au ocupat-o de mai multe ori, dar spre deosebire de restul insulei, a rămas în afara administrației Britaniei Romane.